# Jefe de la Casa Imperial de Brasil
El Jefe de la Casa Imperial Brasileña es un título informal creado por los monárquicos brasileños, cargo ocupado por el líder de la familia imperial brasileña que actualmente es Bertrand de Brasil desde 2022, después de la muerte del último emperador de Brasil, Pedro II de Brasil, en 1891, en vista de la proclamación de la república brasileña el 15 de noviembre de 1889 y la revocación de todos los títulos nobiliarios entonces existentes, a partir de la Constitución brasileña de 1891. Sirve para indicar el presunto heredero del extinto trono imperial de Brasil.
Los monárquicos brasileños afirman que, manteniendo la lógica establecida por la Constitución brasileña de 1824, este título respetaría la línea de soberanía del jus sanguinis, siendo concedido al varón de mayor edad descendiente directo de Pedro I de Brasil y, en su defecto, al varoa. Si el titular del título fuera descendiente de la familia imperial brasileña, como lo fue Isabel Leopoldina de Bragança, que se casó con el Príncipe Gastão de Orléans en 1864, el título nunca sería transmitido a su marido, siendo este Consorte Jefe de la Casa Imperial Brasileña.
De la misma manera que sucedió con los emperadores brasileños al ser elevados al trono, el primogénito del Jefe de la Casa Imperial brasileña recibiría el extinto título de Príncipe Imperial de Brasil, y su hijo el título de Príncipe de Grão-Pará, respetando las correspondientes preferencias sucesorias. El Jefe de la Casa Imperial no dejaría de ser príncipe, manteniendo el trato de Su Alteza Imperial y Real y los títulos de Príncipe de Brasil y, eventualmente, el título de Príncipe de Orleans y Bragança, que no existía durante la monarquía brasileña. período y cuya existencia, en general, sigue siendo controvertida. La lógica es similar a la de otras casas imperiales que perdieron su soberanía, como la rusa y la austríaca. En otras casas reales ex-soberanas, como la portuguesa, el jefe de la casa sigue manteniendo el título de príncipe heredero aparente, en este caso, el de Príncipe Real de Portugal.
Como en el caso de los ex emperadores de Brasil, el jefe de la casa imperial debía mantener su nacionalidad brasileña, lo que podría implicar un impedimento para casarse con un jefe de una casa dinástica extranjera que exige que su cónyuge asuma la respectiva nacionalidad.

## Propiedad
La cuestión sucesoria de 1908 dio lugar a una disputa entre los descendientes de la familia imperial brasileña. Parte de los monárquicos brasileños considera que la titularidad de la jefatura de la Casa Imperial brasileña pertenecería al Ramo de Vassouras, compuesto por los descendientes de Luís Maria Filipe de Orléans y Bragança. En ese sentido, el título habría sido heredado sucesivamente por Pedro Henrique (1921-1981), como primogénito de Luís Maria Filipe, y luego por Luís Gastão, como primogénito de Pedro Henrique (desde 1981).

### Sucursal de Petrópolis
Para otros, quien sucedió por derecho a Isabel Leopoldina al frente de la casa imperial fue su hijo Pedro de Alcântara, por considerar nulo el instrumento de renuncia firmado por él. Tras la muerte de Pedro de Alcântara (1940), habrían ascendido sucesivamente su hijo Pedro Gastão (hasta 2007) y su nieto Pedro Carlos de Orléans e Bragança.

### Sucursal Sajonia-Coburgo y Braganza
Finalmente, tanto dentro como fuera de Brasil, varias entidades reconocen la legitimidad de los miembros de la rama Saxe-Coburg y Bragança como herederos forzosos del trono imperial brasileño. Además de ignorar la renuncia hecha por el propio Pedro de Alcântara, estos partidarios ignoran la indicación directa de sucesor de Isabel hecha por ella, que precedió a su muerte en trece años.